# Hanna Folkesson
Hanna Folkesson (født 15. juni 1988) er en svensk fodboldspiller, der spiller som midtbanespiller for FC Rosengård og Sveriges kvindefodboldlandshold. Hun fik debut for A-landsholdet den 6. marts 2013 i en uafgjort 1–1 landskamp mod Kina ved Algarve Cup.